# Nanna Barslev
Nanna Solveig Barslev (født 1975) er en dansk sangerinde og komponist. Siden 1990'erne har hun været en del af den danske alternative folk-, viking-, middelalder- og folkmetalscene. Barslev er vokalist, komponist, tekstforfatter og medstifter af flere alternative folk- og metalbands som Asynje, Huldre, Gny og Ættir. I 2019 debuterede hun som solist under navnet Nanna Barslev, og udgav i 2022 albummet Lysbærer på det norske pladeselskab Bynorse Music. Albummet blev godt modtaget på higherplainmusic.com, og blev nævnt blandt årets bedste albums på folknrock.com

## Diskografi

### Solo
- 2022 Lysbærer

Singler
- 2019 "Skelfr Yggdrasil" (single)

### Med Gny
- Hvor piger tager svende med vold (2001)
- Ærlig Pæl (2009)

### Med Asynje
- 2004 Asynje (EP)
- 2011 Genkaldt
- 2014 Færd
- 2015 Galdr

### Med Huldre
- 2010 Huldre (demo)
- 2012 Intet Menneskebarn
- 2016 Tusmørke

### Med Ættir
- 2019 Ættir (EP)